# 下城 (北美)

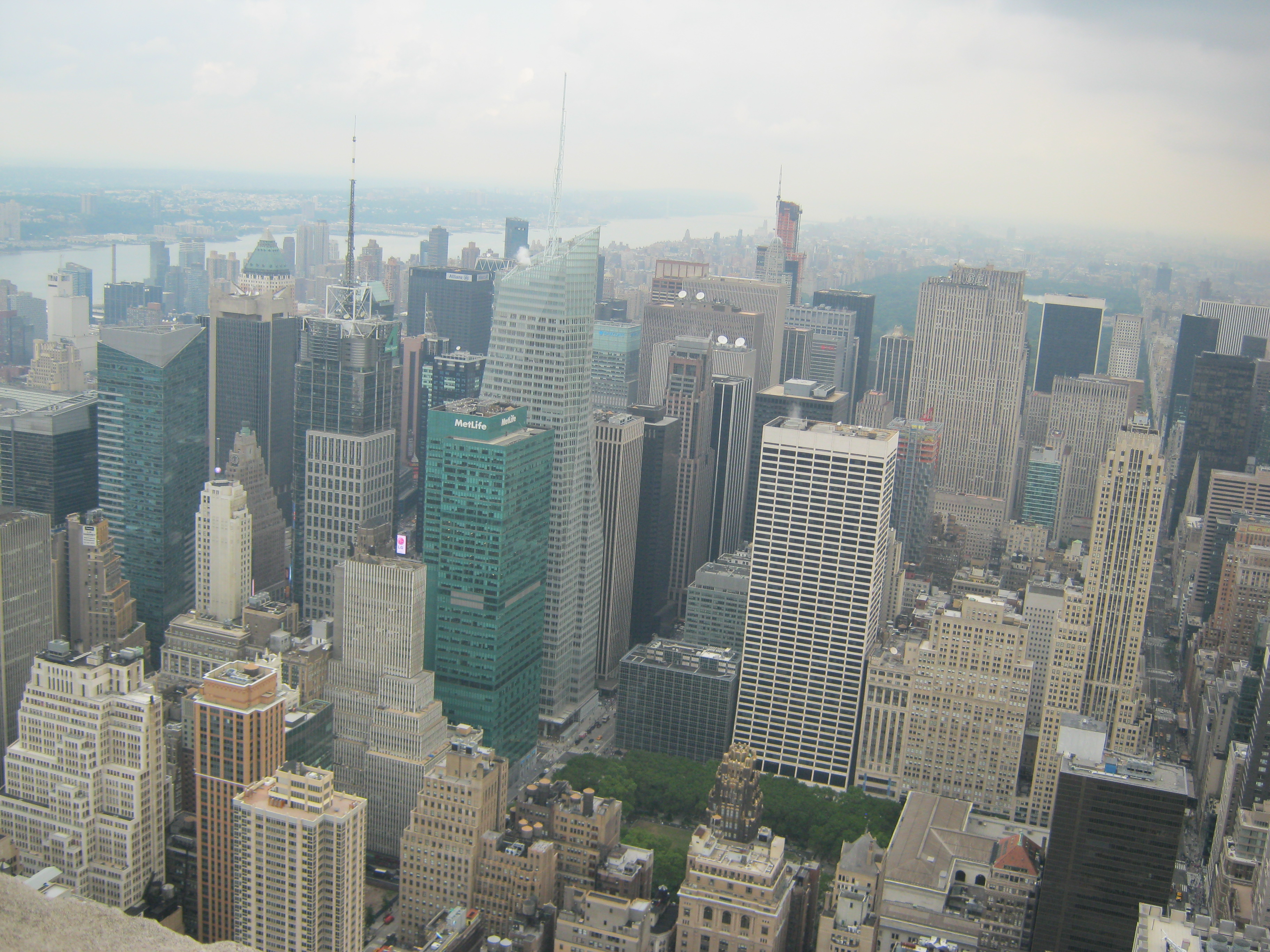
纽约市曼哈顿中城是美国最大的住宅和中央商务区。

下城一词主要用于北美洲的英语人群，用来指一个城市的商业和文化中心，而且往往是历史、政治和地理中心，同时也经常是中央商务区（CBD）的代名词。其标志是一堆高楼大厦、工商業及文化机构、铁路及公路线路的汇集处。在英国英语中，通常使用“市中心”（city centre）一词来代替。而在加拿大，这两个词可以互换使用。

## 历史

### 起源
牛津英语词典第一次引入“下城”一词可追溯到1770年，当时说的是波士顿市中心。有些人认为，“下城”一词是在纽约市创造的，1830年代被用来指代曼哈顿岛南端最初的城镇。当纽约从一个镇成长为一个城市，它在岛上唯一可以扩张的方向就是往北，从最初的定居点向河的上游方向扩张。在地圖設計中，习惯上采用上北下南的設計，故任何在最初城镇北边的地方都被称为“上城”（上曼哈顿），且通常是住宅区；而最初的城镇——也是纽约当时唯一的主要商业中心——则变成了“下城”（下曼哈顿）。

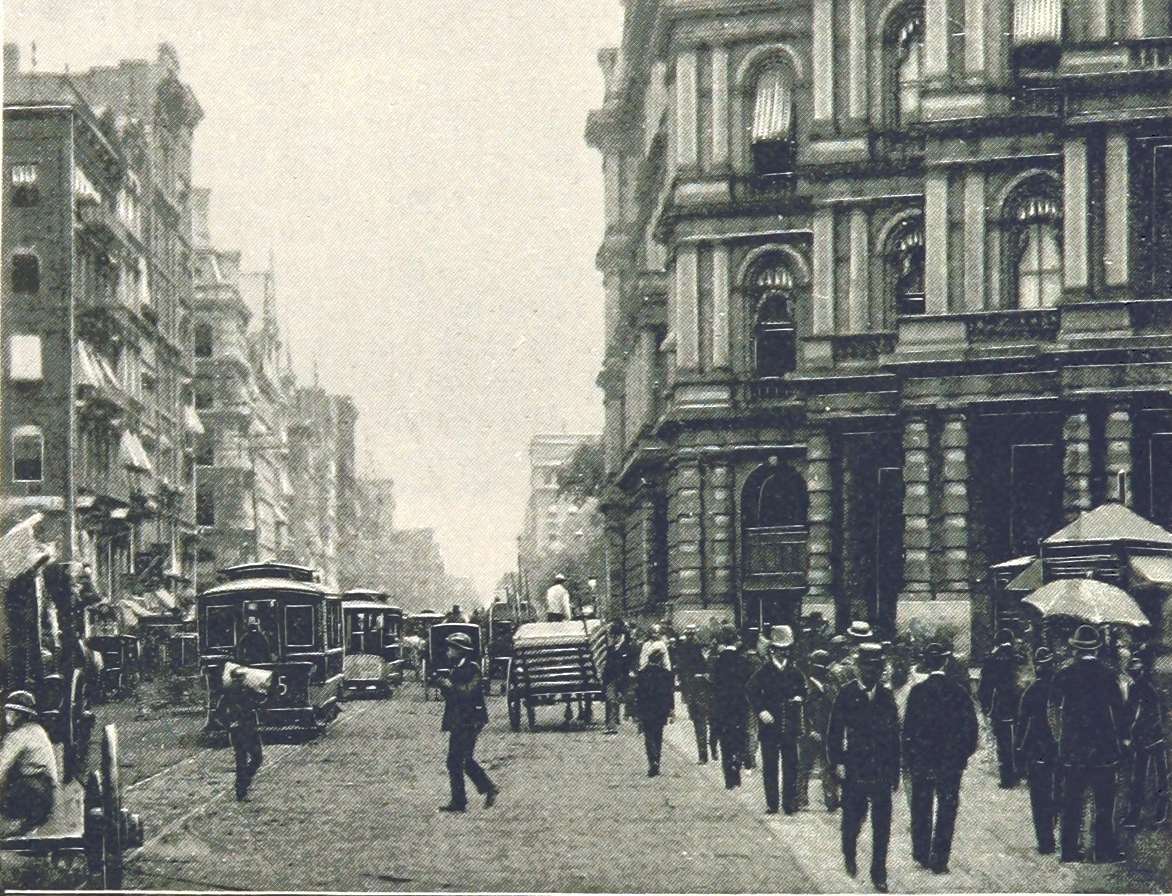
1893年的曼哈顿下城，从巴克莱街顺百老汇向北望

19世纪后期，该词逐渐在美国和加拿大的城市中被接受，用来指城市的历史核心，这往往跟城市的金融区、商业中心相吻合。“上城”也在扩张，但程度要小得多。但这两个词的方向性都消失了，因此，即使是往北去市中心，波士顿人也会说“下城”。
Downtown lay to the south in Detroit, but to the north in Cleveland, to the east in St. Louis, and to the west in Pittsburgh. In Boston, a resident pointed out in 1880, downtown was in the center of the city. Uptown was north of downtown in Cincinnati, but south of downtown in New Orleans and San Francisco.（底特律的下城在南边，而克里夫兰的在北边，圣路易斯的在东边，匹兹堡的在西边。在波士顿，有居民在1880年指出，下城在城市的中心。辛辛那提的上城在下城的北边，而新奥尔良和旧金山的上城则在下城的南边。）
值得注意的是，“下城”一词到1880年代还没有出现在字典里。但是到1900年代初，“下城”一词在美国英语中已经明确地确定为城市中央商务区的正式用语。而在英国和西欧，该词实际上并不为人所知，他们都在使用类似“市中心”含义的词，比如英语的“city centre”、法语的“le centre-ville”、西班牙语的“el centro”、葡萄牙语的“o centro”和德语的“das Zentrum”。甚至到20世纪早期，英语的旅行作家还认为有必要向读者解释一下“下城”含意。
尽管美国的下城没有严格定义的边界，并且往往是大多数城市用作它们的基本功能区之一，但总是很容易就能找到下城，因为所有的有轨电车和高架铁路都在这里交汇，并且——至少在大多数地方——是火车总站所在地。那里有大百货商店和大酒店，以及剧院、俱乐部和歌舞厅；一旦技术成熟，那里还会建起摩天大楼。那里也是一个城市中最早电气化的部分。它也是街道最拥挤的地方，而这个问题从来都没有真正的解决方案。

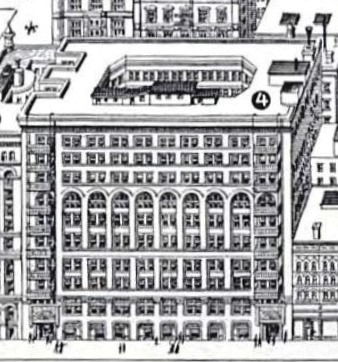
芝加哥1889年的兰德·麦克纳利大楼，它是世界上第一座全钢框架建筑，现已不存

但最重要的是，下城是一个城市做生意的地方。在这个很小的区域中，有时只有几百英亩，发生着整个地区大部分的交易，不管是销售还是购买，零售还是批发。在城市及其周边地区也有其它商业中心，但下城区域是最主要的一个，真正的中央商务区。随着下城开展的商务活动越来越多，那些在那里安家的人被逐渐排挤，便会变卖家产，搬到上城更安静的住宅区。

### 摩天大楼
摩天大楼将成为下城的标志。在发明电梯——及后来的高速电梯——之前，大楼的高度被限制在大约六层，这是一个事实上的限制，因为这基本上已经是人们愿意爬楼梯的极限。但有了电梯，这一限制被打破，于是开始建造多达十六层的大楼。之后，限制建筑物高度的因素，就是墙壁的厚度，因为墙壁要能支撑其上建筑的重量。随着建筑越来越高，墙壁的厚度和电梯所需的空间造成可供出租的空间过小，从而使建筑无利可图。打破这一限制的是铁结构及其后钢结构建筑的发明。这种建筑的载荷是由内部的金属结构骨架支撑的，而其墙壁——及后来的玻璃——只是简单挂在上面，而不承担任何重量。
钢结构摩天大楼最早被用于芝加哥，但1880年代在纽约获得了最快的发展，然后又在1890年代和1900年代从纽约蔓延到美国其它大部分城市。这种建筑明显缺乏高度限制，引发了是否应当出台法律来限制其高度的激烈辩论，支持者和反对者都提出的许多论点来支持他们的立场。高度限制的问题对下城本身的性质也产生了深远的影响：应当继续向核心集中，还是限制高度，迫使它扩张到更大的区域。在短期内，限制高度的支持者的努力获得了成功。到1910年代，大多数大中型城市实际上都有了高度限制，但纽约——尽管有多种努力共同来制约、费城、底特律、匹兹堡和明尼阿波利斯成为了与众不同的坚持派。

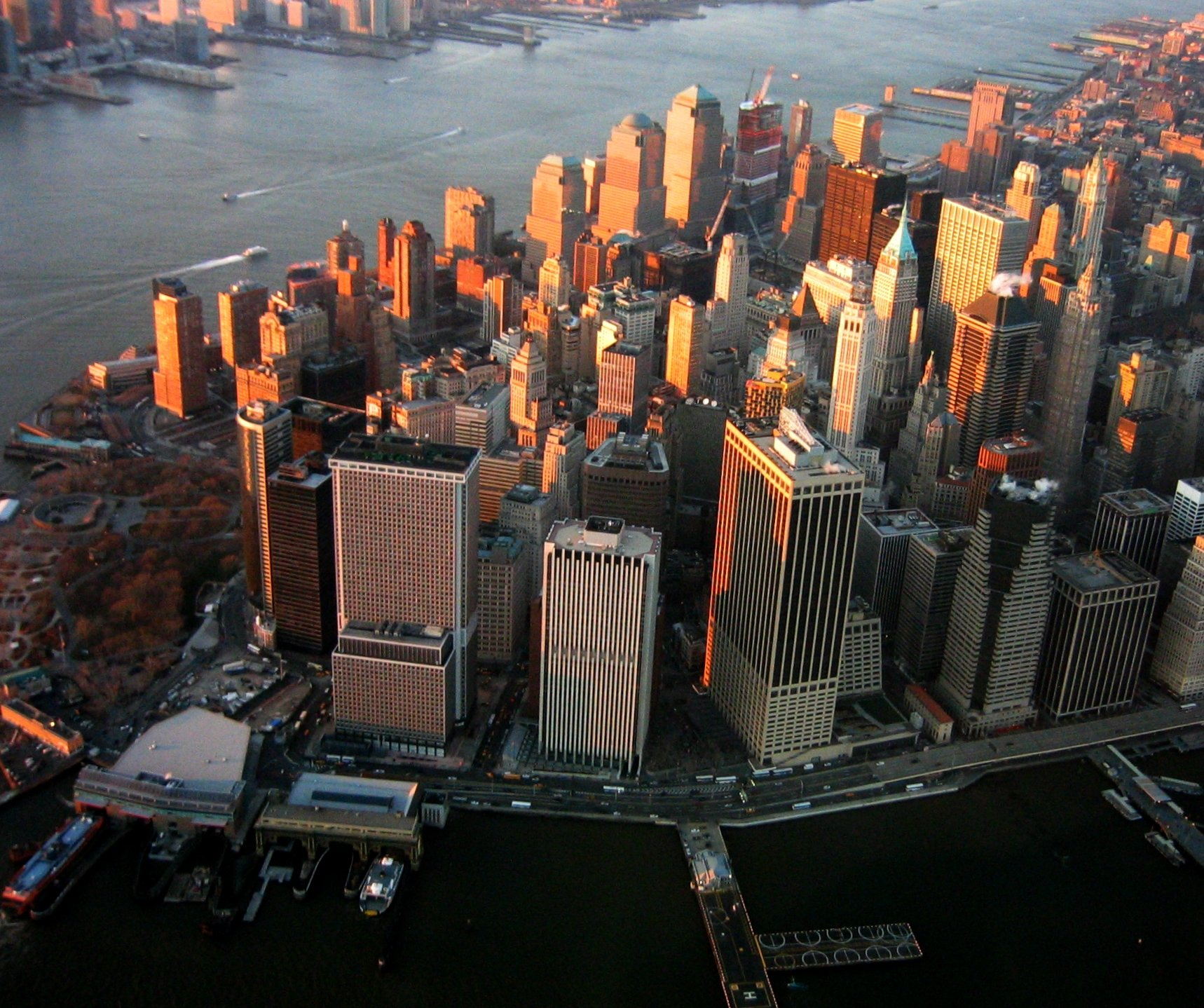
下曼哈顿，也称为曼哈顿金融区，纽约市最初的下城

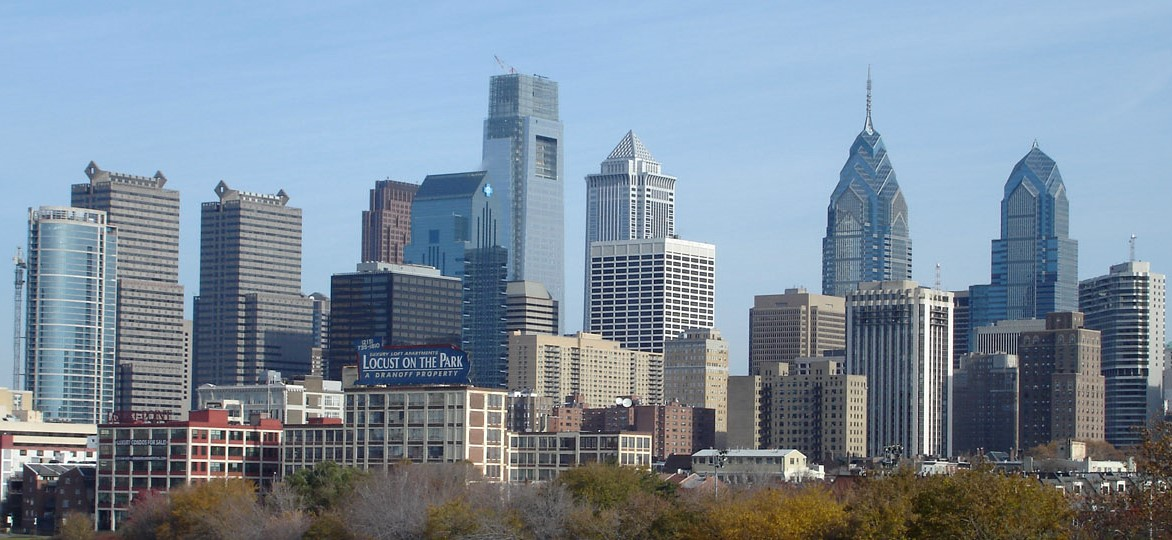
费城中心城，美国第二大下城

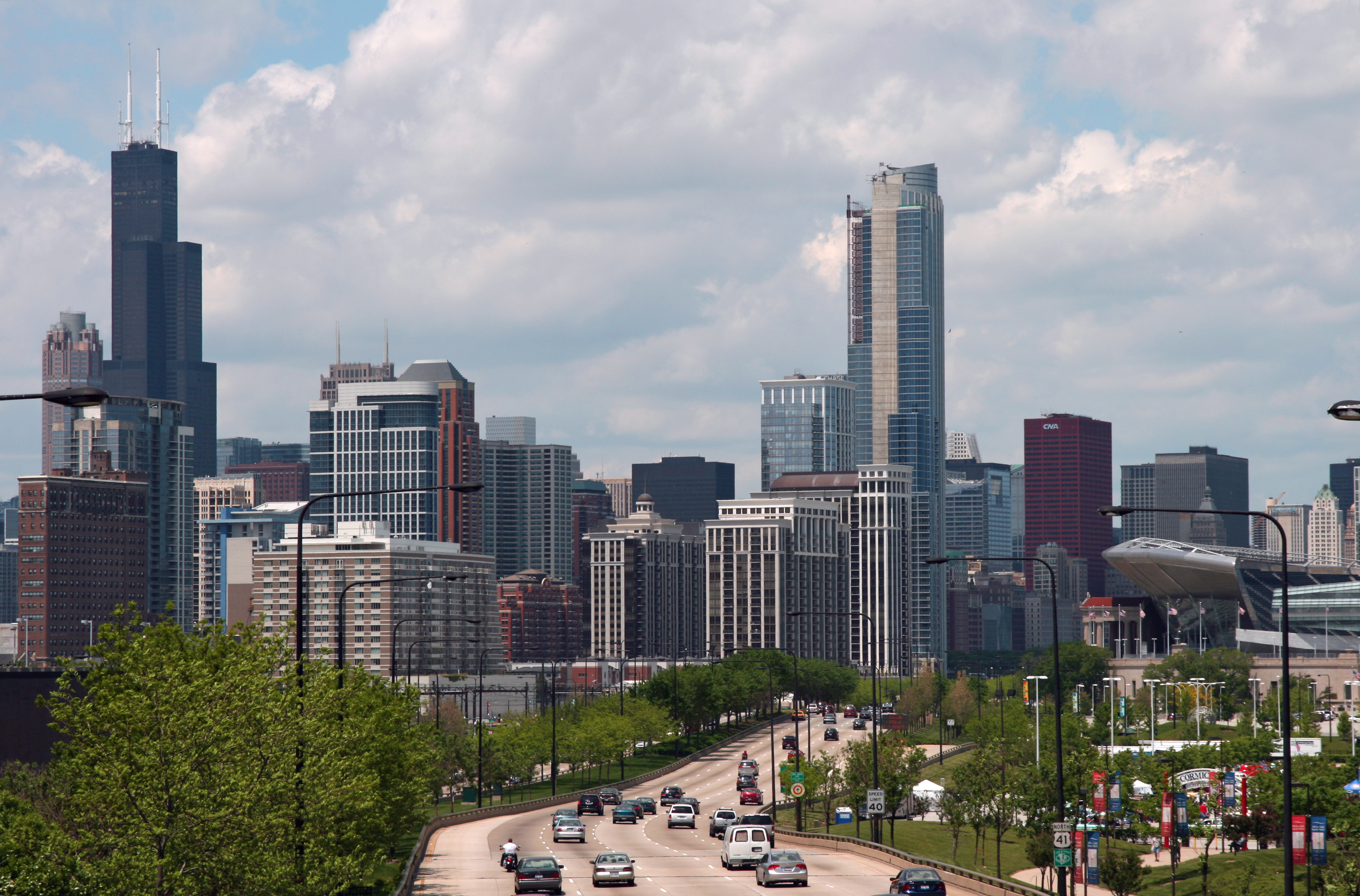
芝加哥下城（卢普区），美国第三大下城

### 土地使用分区
最终，对摩天大楼的限制并不是限制其高度本身，而是全面的土地使用分区法律。该法对城市的不同部分分别设置要求，不仅会限制高度，还会限制建筑物的体积、占建筑面积的百分比和建筑物阻挡的光线多少，并且还鼓励缩进，允许通过缩进来增加额外的高度，从而缩小建筑物的体积——具体数值取决于建筑物所在的区域。纽约是第一个这样做的城市，于1916年通过了区域划分决议。这在很大程度上是由1915年建造的公平大厦引起的，该楼有40层，直上直下，而且没有缩进。这引起了人们对下城区域的恐惧，担心它变成一个见不到阳光的黑暗街道迷宫。更糟糕的是（至少在房地产方面），该建筑在疲软的房地产市场上抛出了120万平方英尺（111,000m2）的办公空间。对于房地产行业的许多人来说，分区法律就是“合理限制”的一个例子。
纽约通过该法后，其它城市也纷纷效仿，尽管拟议的分区措施确实在某些地方遇到了严峻的阻力，这往往是因为其中包含了对高度的过度限制，也有时是因为整个的分区概念被认为不民主，走在社会主义边缘。最终，制定了一项示范法，即1922年的《标准州级分区授权法》，以指导希望制定分区规划的城市，它现在几乎是每个美国城市的一部分。

### 中央商务区
在19世纪末20世纪初，下城区域曾是美国城市的商务区，但是大约从二十世纪二三十年代开始，随着城市规模和人口的不断增长，有竞争力的商务区开始出现在下城之外的城市外围地区。这时，中心商务区一词开始出现，或多或少地成为下城区域的代名词。该词承认了城市中其它商务区的存在，但是赋予了下城“中心”的首要地位，它不一定是地理上的中心，但一定在重要性上处于中心地位。在许多情况下，下城区域或中央商务区本身也开始扩张，例如在曼哈顿，下曼哈顿商务区和更新的中城商务区开始朝对方扩张；在芝加哥，下城从卢普区跨过芝加哥河扩张到密歇根大街。事实上，下城的不稳定性是引起商业和房地产利益关注的一个原因，因为商务区不大可能原地不动，而会根据诸多因素来改变位置，并且仍然是城市的主要商务区。1930年代早期，即使是最大的商务区，占该市的面积也不到2%，而大多数商务区则小得多。
房地产利益特别关注下城的移动趋势，因为下城是每个城市当时土地价值最高的区域。一位评论员说，如果芝加哥的土地价值按地势图上的高度显示，那么与城市的其它部分相比，卢普区就相当于喜马拉雅山上的高峰。在1926年，芝加哥的中央商务区，其面积占整个城市面积还不到1％，但其土地价值却占整个城市的20%。同样的关系也发生在1920年代中期的圣路易斯（20%）和1930年代初期的洛杉矶（17%）。因此，当一个下城开始改变其位置时，一些楼主将失去大量的金钱，而其他人则会坐享其成。

### 疏解
从19世纪末到20世纪初，下城发生变化的一种方式是，工业企业开始撤离下城，转移到城市周边，这意味着下城的主要业务变成了蓬勃发展的第三产业。全新的公司跟随着老公司，从没有来过下城，而安顿在城市或市区边缘。工业区在这些区域发展起来，有时这些区域会被专门划分为工业用地。那里的土地比下城便宜得多，财产税更低，原材料与制成品的运输也容易得多，因为不像下城经常出现交通拥堵，并且随着电话系统的改进，工业公司仍然能够与外界保持联系，尤其是其它地方与他们有业务往来的公司。迁移的结果是，制造业不再是下城商业活动的重要组成部分。
在进入20世纪之前，另一个类开始远离下城的是大型文化机构：博物馆、交响音乐厅、大型图书馆等。下城的高地价不是唯一的因素，另一个原因是下城已经没有更多空间，而这些机构又想要更大块的土地，这样他们的建筑本身就可以很容易地被视为艺术作品。诸如大都会艺术博物馆、纽约历史学会、美国自然史博物馆和纽约市博物馆等在曼哈顿的机构，都搬离了下城，类似的还有波士顿美术馆、波士顿公共图书馆、波士顿交响乐团、波士顿的马萨诸塞历史学会、克利夫兰艺术博物馆、巴尔的摩艺术博物馆、底特律公共图书馆和底特律美术馆，以及匹兹堡的大部分文化机构。公众对这些举动的反应喜忧参半，有些人对下城的物质社会失去了文化设施的平衡而感到悲哀，而另一些人，尤其是那些房地产从业者，则闻到了文化机构所留下的土地的价值。

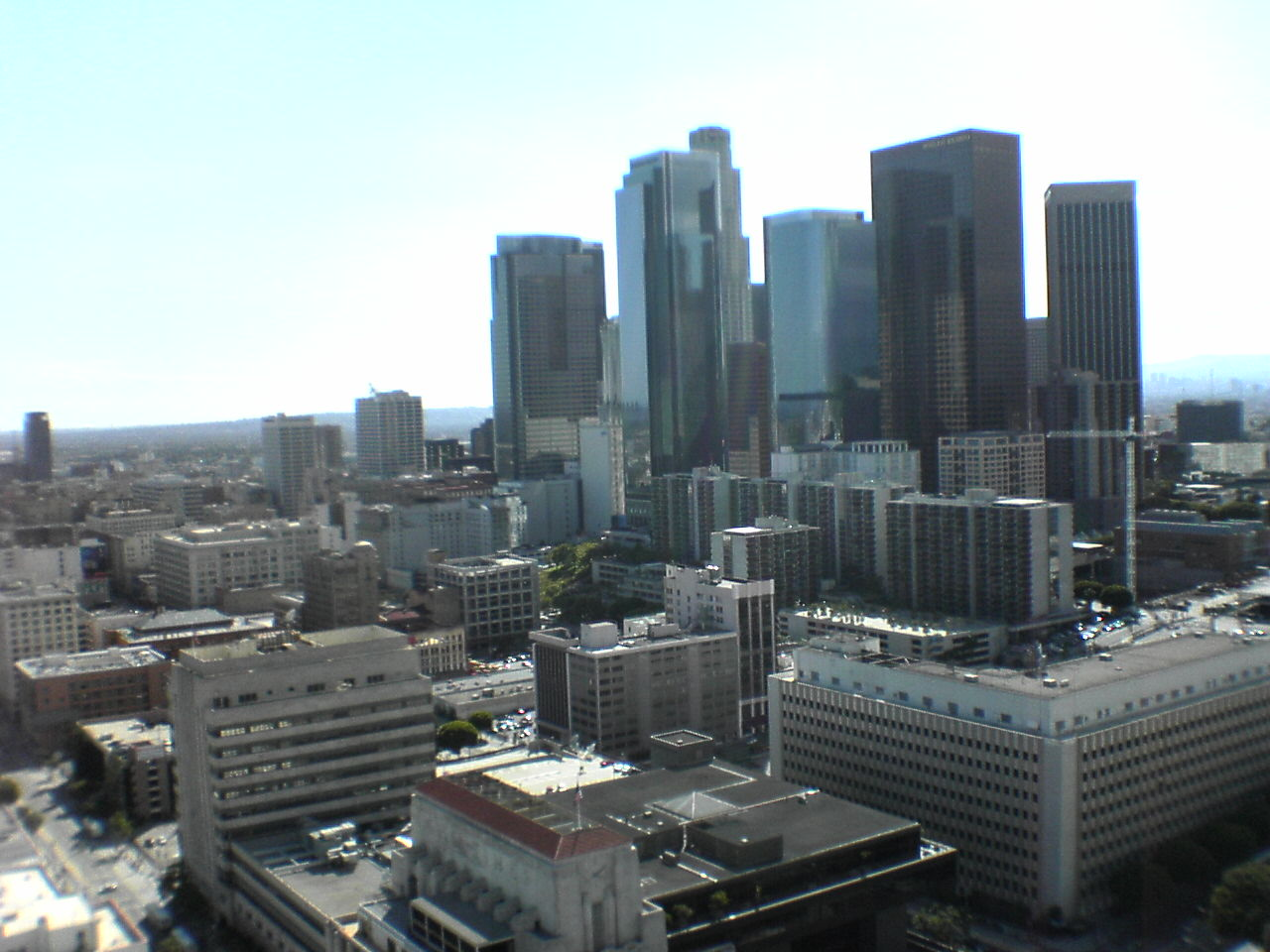
洛杉矶下城

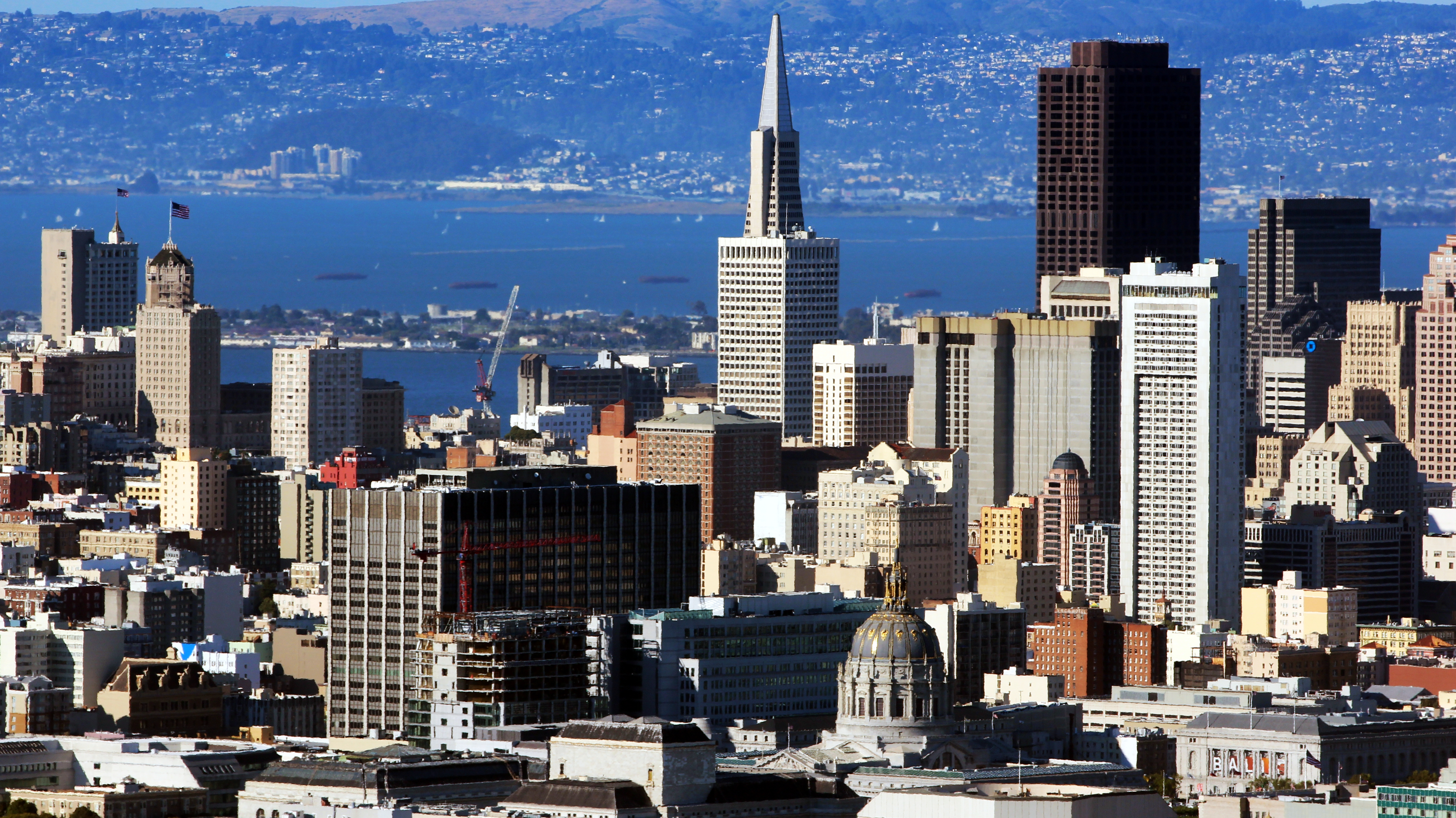
旧金山下城

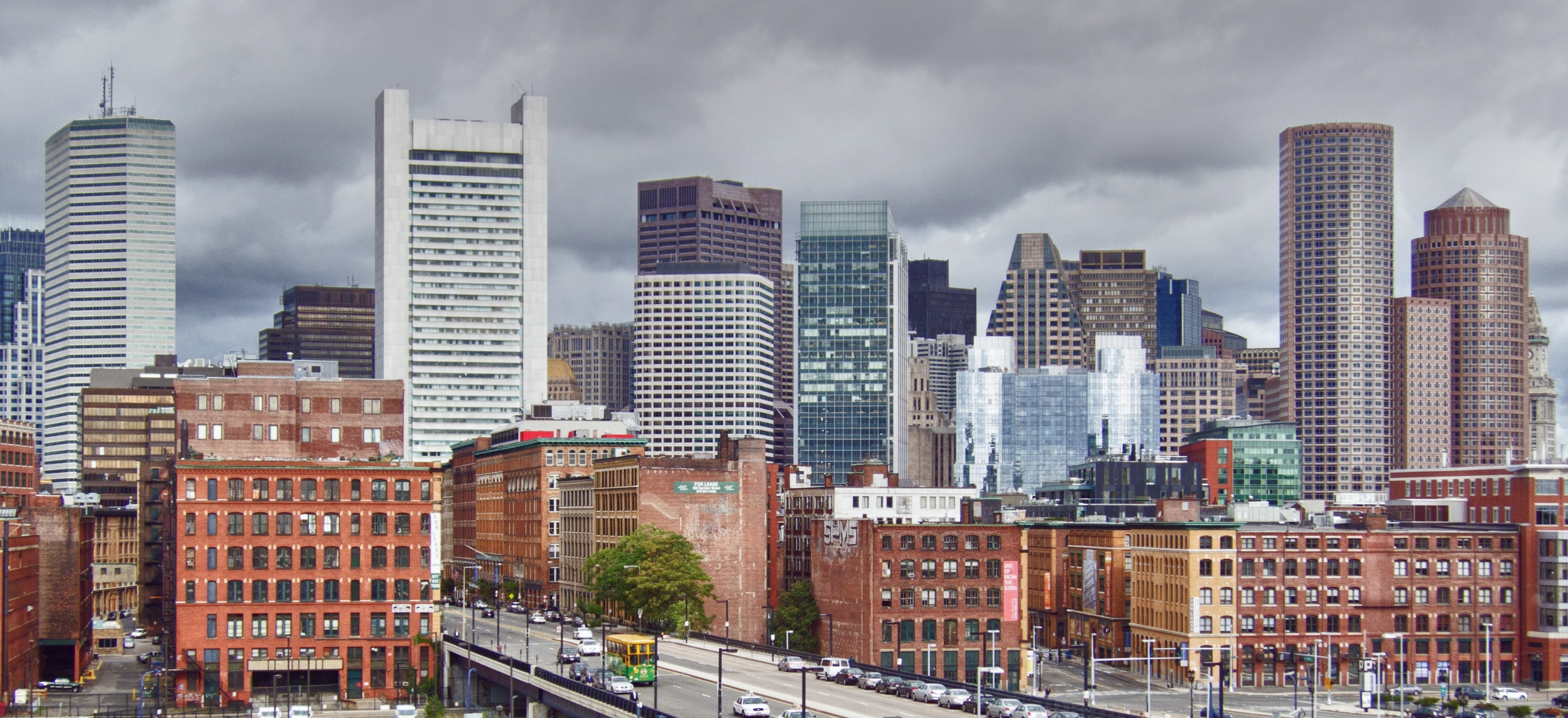
波士顿金融区

主要文化机构从下城的流失，使之成为了主要用于商业活动的地方，但零售业的流失，则决定了其商业类型。像百货商店一类的大型零售商过去一直倾向于向居住区移动，以使它的顾客更容易到达。但1920年以后，他们开始聚集在城市周边的次要商业区。诸如杰西潘尼、伍尔沃斯、克莱斯格（Kresge，凯马特的前身）和W·T·格兰特等连锁店的增长，促进了外围购物区的重要性，它们的销售额开始超过那些留在中央商务区的零售店，并促使那些商店在次要区域开设分支，以尝试靠近那里的顾客，而不是让顾客来到下城。
娱乐场所也促进了商业的疏解，从而影响了下城和中央商务区的重要性和影响力。剧院、表演厅、舞厅和夜总会曾经主要位于下城，而五分钱影院则遍布整个城市。电影成为主流媒介后，放映商开始建设电影院来放电影。他们起初同样是把电影院也建在下城，但是，和零售商一样，洛伊斯等连锁放映商开始在容易找到大量观众的地方建设电影院；同样，把产品带给顾客，是很重要的。到1920年代后期，下城以外电影院的数量已经远远超过了中心区。不是所有在周边的电影院都是豪华的，但有些是，而且网络效应使得下城不再是城市的娱乐中心。
随着制造业、主要文化机构、城市中很多零售商店的流失，及其娱乐中心地位的丧失，下城的性质发生了很大变化。那里仍然聚集着银行、股票和商品交易所、律师和会计师事务所、主要工业企业和公共事业的总部、保险公司和广告公司，并且还不断建造新的、更高的摩天大楼，用于办公室、酒店，甚至是百货商店，但它仍然由于疏解造成的影响而稳步地丧失地位。其日间人口数量跟不上其周围的城市人口增长，其地产价值虽不断上升，但其上升速度不像次要商务区那么快。下城仍然是中央商务区，并且仍然是进行商务和商业活动最重要的地区，但它不再拥有像以前那样的主导地位。

#### 原因及影响
疏解降低了下城在美国城市生活的重要性，这归结为很多因素，包括每个城市的正常增长模式；技术进步，比如电话，它使得企业之间的远距离交流更加容易，从而减少了对集中式商业核心的需求；私人汽车的兴起，使购物者前往外围商业区变得更容易；有轨电车票价的大幅上涨；以及下城地区狭窄街道持续的拥堵问题。
人们对于疏解的原因莫衷一是，而对于疏解会如何影响中央商务区更是各执己见，人们的观点各异，从相信它会充分削弱下城，最终导致下城仅由办公室和企业巨头的总部组成；到相信疏解使得不再需要下城，并将导致下城（或许应当）彻底死亡，成为其无法缓解的交通拥堵的受害者。介于中间的人则认为，虽然该地区的影响力会减弱，但并不足以阻止其保持“太阳”的地位，那些外围商业区只能绕着它转。其他人则怀疑疏解是否会产生应有的强烈冲击。下城取得其地位，是城市进化的自然组成部分，或是商人和业主事实上串谋的非自然结果，因此，疏解会如何影响下城的问题，就和该地区合法性的问题绑在了一起。
疏解还加剧了下城和新兴商业区之间的竞争。例如在洛杉矶，下城和威尔希尔大道（Wilshire Boulevard）在争夺统治地位，而辛辛那提的竞争发生在以喷泉广场（Fountain Square）为中心的旧下城与运河街（Canal Street）的商业区之间。疏解导致下城式微，因而区域之间竞争更加激烈，因此现在相对来说更加平等。

### 大萧条
与美国生活中几乎所有其它方面一样，大萧条对全国的下城区域都产生了重大影响。下城正掀起一场建设大热潮，大量新的商业和办公空间、酒店和百货商店已经建成。到1931年，曼哈顿已经有89座30层及以上的建筑，从1925年到1931年，办公空间几乎翻番；芝加哥几乎增长了75％，费城几乎增长了三分之二，而新奥尔良和丹佛也超过了50％。在1920年代，纽约的酒店客房增加了500,000间，从1927年至1931年建造了84个大酒店，酒店面积增加了三分之二。
当繁荣结束，而大萧条开始产生作用时，这些新的空间很多都变得多余了。小楼的楼主无法保证有足够多的租户来支付他们的开销，于是把他们的楼拆了。不久前，它们还是较高的楼，但现在却变成了一两层的停车库或地面停车场。它们被广泛地称为“纳税者”，因为它们为所有者带来的收入，足够支付它们需要纳的税款。租金下降，有时多达30%，并且不付租金的情况在增加。即使“纳税者”占据了商业空间，空置率依然急剧上升。业主违约，下城的房地产丧失了客观的价值：芝加哥卢普区下降了25-30%——但城市中其它地区，包括外围商业区的房价，情况甚至更糟。

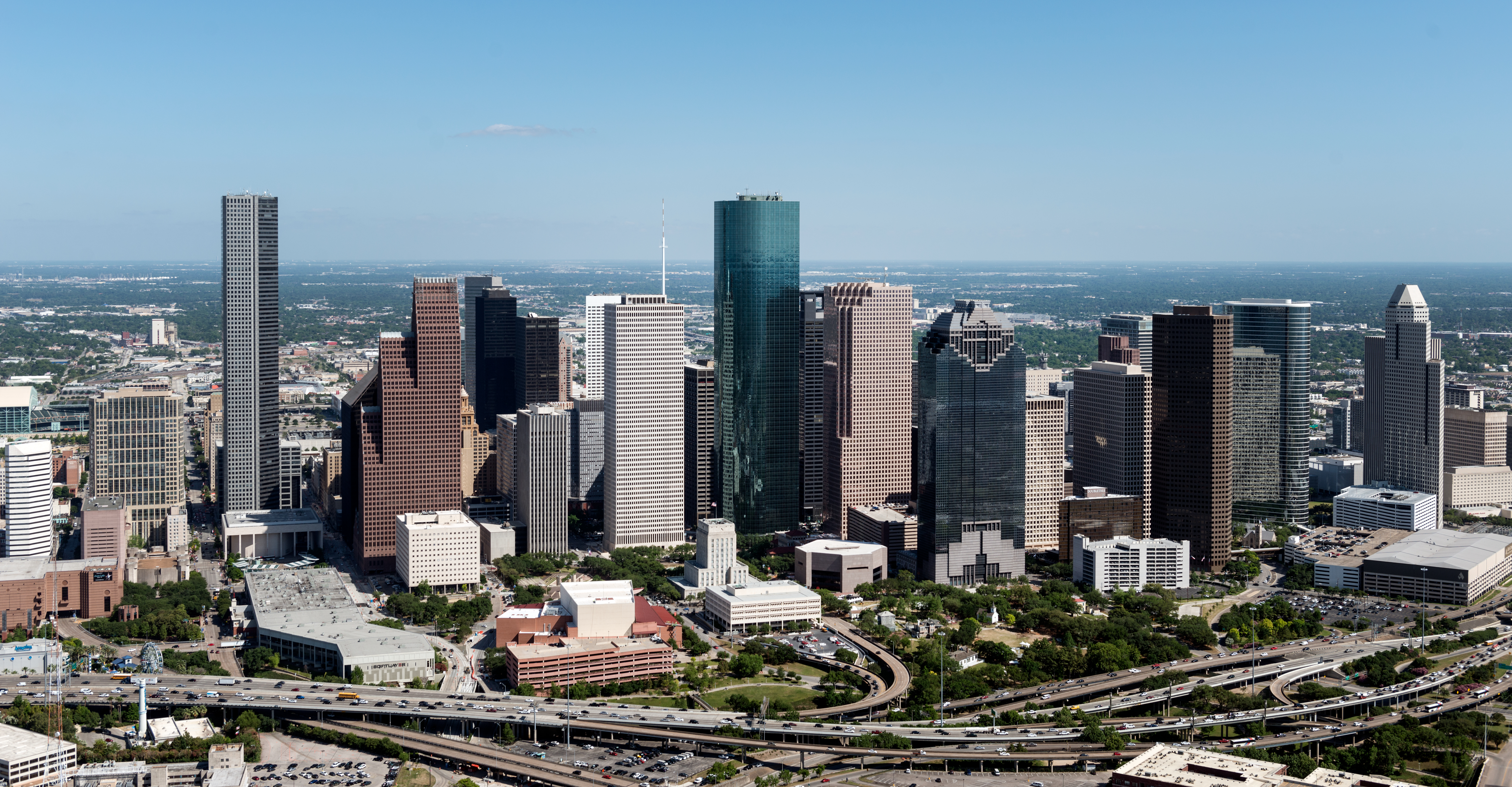
休斯敦下城

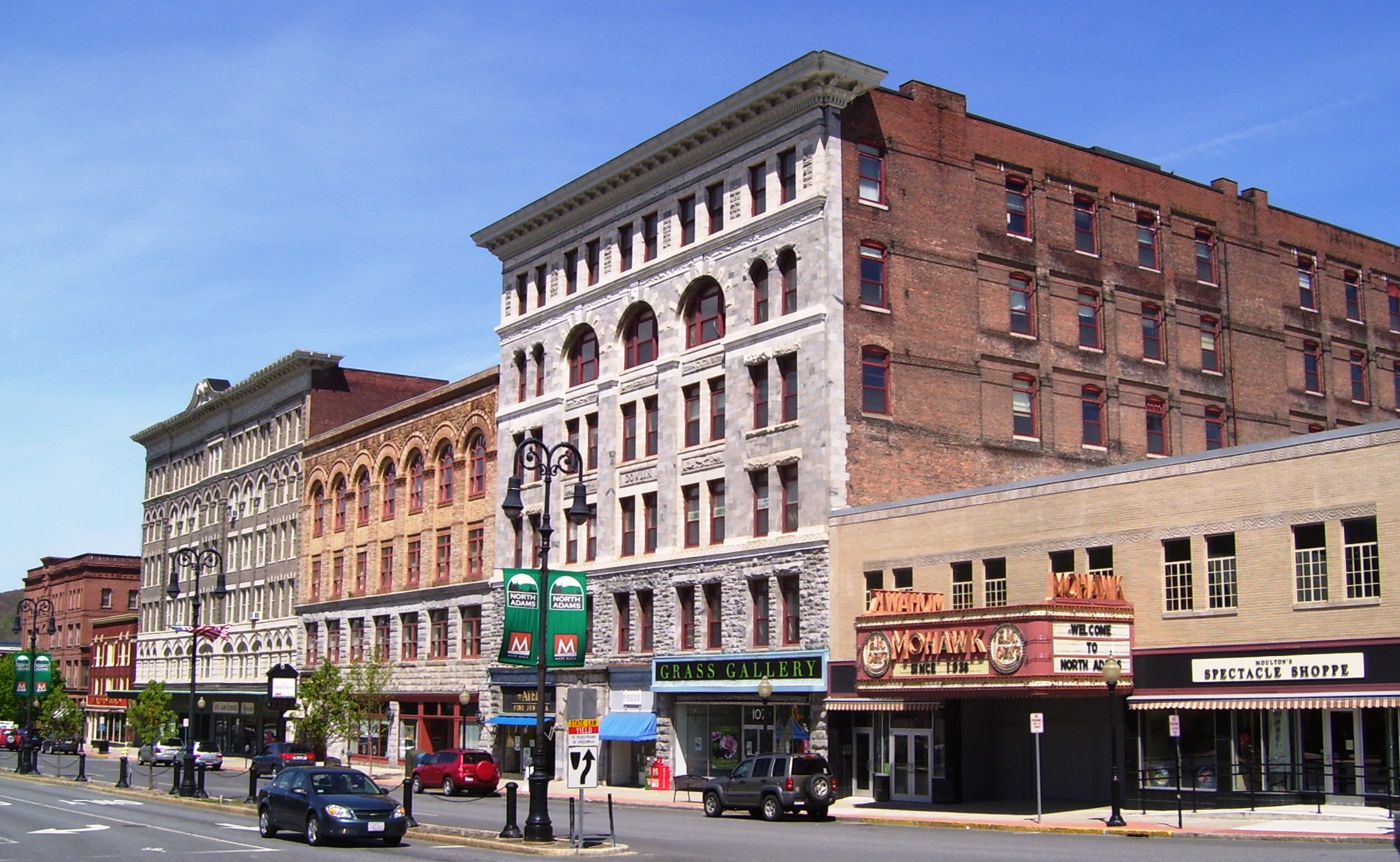
北亚当斯 (马萨诸塞州)下城，人口13,000。这种规模和风格在美国和加拿大的许多小城市，是很典型的。

百货商店遭受重创；他们大多数都想方设法坚持开门，但很少有人赚钱。酒店需要大量工作人员，只有入住率高才能获利，因此也深受影响；在曼哈顿，酒店入住率从1929年的70％，下降到1933年的50％左右。房价大跌，收入下降，许多酒店关闭或违约。到1934年，曼哈顿已经有80％的酒店归其债权人所拥有。

### 复苏
1930年代中期开始从大萧条的影响中缓慢复苏，到1930年代末减速，并随着二战的开始而加速，这样，在1940年代初，该国在很大程度上走出了萧条。过剩的商业空间开始被使用，空置率下降，百货商店的销售量上涨，酒店入住率上升，收入增加。
尽管有所回升，该国下城的昼间人口并未出现反弹。例如，从1929年到1949年，芝加哥全市人口增长了7％，整个都会区的人口增长了大约14％，但卢普区的昼间人口只增长了0.3%。也有一些例外，比如纽约，这种模式在美国城市中比较典型，并且与城市自身的增长率下降有关。美国的城市发展速度比美国历史上任何时期都要慢得多，有些城市的人口甚至出现了下滑。都会区的增长速度快于其内部的城市，这标志着几十年城市蔓延的开始，但它们的增长速度也比平时慢。下城的昼间人口也减少了，因为人们现在都去外围商业区，它们开车从家去这些地方更近，既可以购物和娱乐，也可以做生意和工作。在公共交通之外，更多地使用汽车，也对下城不利，由于有轨电车线路都汇集到下城，而道路却哪儿都能去。所有这些因素导致了，相对于整个城市和都会区，下城的复苏更缓慢。
下城不再像以前那样是整个城市生活的中心，其另一个迹象是，其零售贸易相对于外围商业区来说有所减少。外围商业区收益于连锁店的增长，而这又不利于下城的大型百货商店。此外，许多人原以为一旦经济好转“纳税者”就会消失，但实际上它们却保留了下来，甚至数量还增加了。在1940年代初期，芝加哥卢普区有18％的土地空闲，或是用于停车；同期在洛杉矶，这一数字是25%。对商业空间的需求低迷，因此建造昂贵的新建筑赚不到钱，银行也开始拒绝为这种目的提供贷款，将中央商务区的整个社区划入红线。

## 特征
典型的美国下城有一些独有的特点。 在1950年代战后经济繁荣时期，大多数下城的居住人口锐减。究其原因，有清除贫民窟，建设州际公路系统，以及白人群飞迅速从城市核心蔓延到郊区。执行城市复兴计划虽出于好意，但并不适合，导致下城最终被超高层办公大楼占领，里面的白领都是来自郊区的通勤者，而剩下的居住人口则进一步沦为失业、贫穷和无家可归人群。在1990年代之前，许多面向办公室的企业开始放弃老旧的下城来到郊区，形成了现在所谓的“边缘城市”。一本教科书在解释为什么边缘城市盛行时，指出：
大城市的中心区伴随着肮脏、犯罪、地铁、压力、拥挤、高税收和公立学校缺乏。边缘城市并不能避免所有这些问题（尤其是拥挤），但是现在他们在很大程度上避免了大部分问题。
此后，在2000年到2010年间，下城区域人口增长迅速。在美国，至少有五百万人的大都会区，距市政厅两英里范围内的人口增长速度，比整个大都会区快一倍。

## 相对地理
“下城”(Downtown）和“上城”(Uptown）这两个词可以作为基本方向，例如在曼哈顿，“下城”也是一个相对的地理术语。如果在说话者当前所在位置的南方，则大多数地方都可以称为“下城”。在说话者北边的，则称为“上城”。在纽约通用的短语“我们要乘下城的地铁”（We're going to take the subway downtown）中，“下城”指朝向地理方位上的南方。一个人站在121街并向南走了十个街区，也可以说向下城走了十个街区。“上城”一词则用来指基本方向中的北方。这种概念的来源是，曼哈顿是一个狭长形状的岛，大致呈南北走向，最宽的地方也不超过2英里（3.2）。因此，岛上的交通也都是朝向上城和下城方向。其它的区要宽一些，而“下城”则代表下曼哈顿、布鲁克林下城或一些更近的商业区。商业的成功将南布朗克斯提升为“布朗克斯下城”。
在某些北美城市中，“下城”是城市中央商务区所在街区的正式名称。北美多数主要城市都紧挨主要的水体，如海洋、湖泊和河流。随着城市的扩张，人们新建的区域渐渐远离水体和城市的历史核心区，往往是越来越高。因此北美城市的中央商务区及历史核心区，其海拔高度相对于城市的其它部分，往往位于低处。许多城市使用了曼哈顿模式，继续使用“下城”、“中城”和“上城”作为非正式的相对地理词汇，及特定地区的正式名称。不过，费城采用的名称是中心城，而非下城。这是由于费城的商务区所处的城市中心位置，以及费城的历史和环境；“中心城”对应于1854年与费城县合并之前的费城市，而费城县与周围其它的区不同，它没有自己独特的名字；在城市最初的街区图上，城市的中心也是费城市政厅所在地。新奥尔良用中央商务区（或CBD）来称呼他们的下城，因为历史上的法国区通常这样称呼城市历史悠久的下城区域，而CBD南边的另外一片区域则被称为“下城”。

## 主要的下城

### 美国

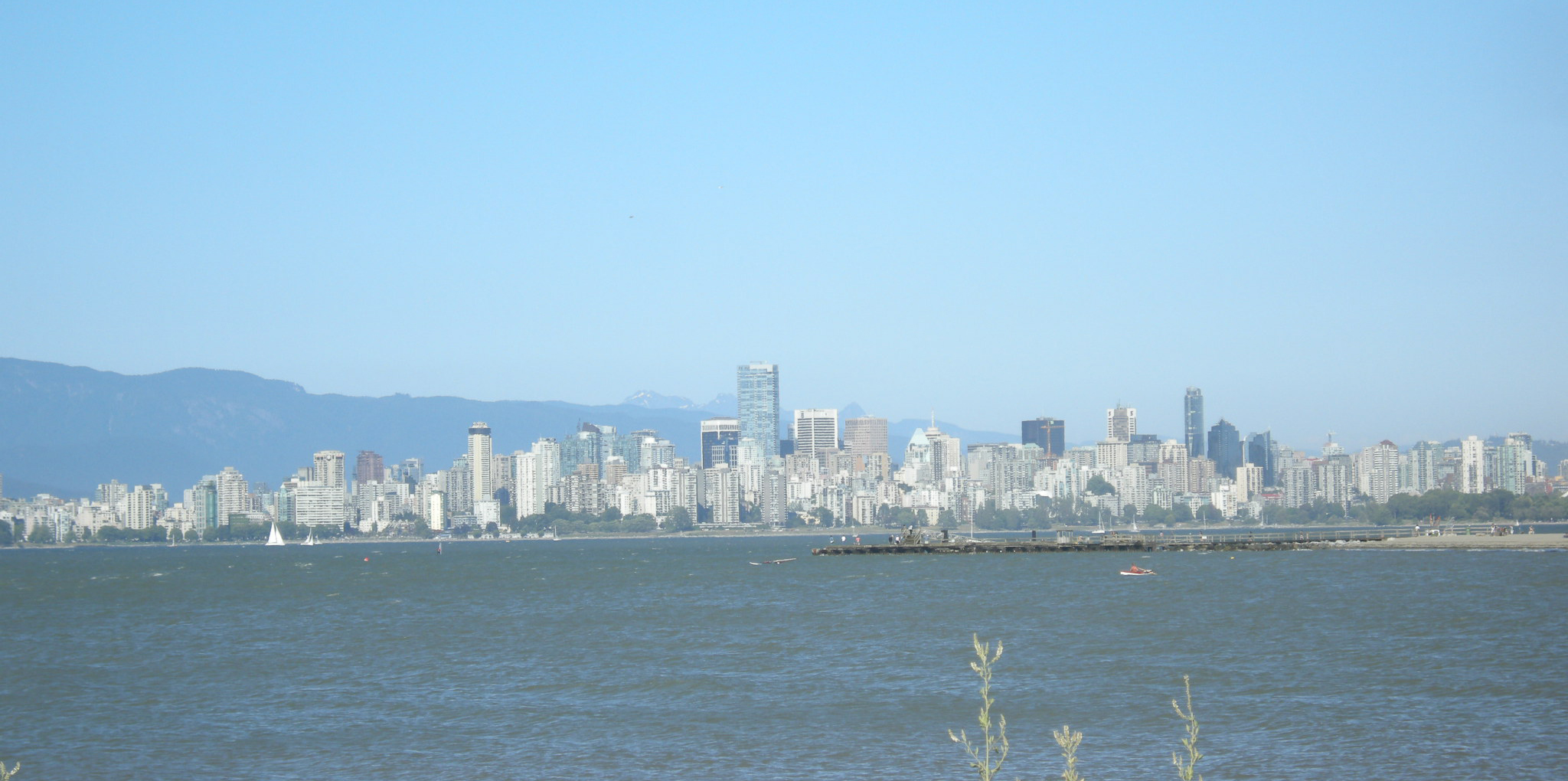
加拿大温哥华下城

（美国人口最多的50个城市）
| - 阿尔伯克基下城 - 亚特兰大下城 - 奥斯汀下城 - 巴尔的摩下城 - 波士顿下城 - 波士顿金融区 - 夏洛特上城 - 芝加哥卢普区 - 克利夫兰下城 - 科罗拉多斯普林斯下城 - 哥伦布下城 - 丹佛下城 - 底特律下城 | - 达拉斯下城 - 埃尔帕索下城 - 沃斯堡下城 - 弗雷斯诺下城 - 休斯顿下城 - 印第安纳波利斯下城 - 杰克逊维尔下城 - 堪萨斯城下城 - 拉斯维加斯下城 - 长滩下城 - 洛杉矶下城 - 路易斯维尔下城 | - 孟菲斯下城 - 迈阿密下城 - 密尔沃基下城 - 纽约市曼哈顿中城 - 纽约市曼哈顿下城 - 纽约市布鲁克林下城 - 明尼阿波利斯市中心 - 纳什维尔下城 - 奥克兰下城 - 俄克拉荷马下城 - 费城中心城 - 菲尼克斯下城 | - 波特兰下城 - 罗利下城 - 萨克拉门托下城 - 圣安东尼奥下城 - 圣迭戈下城 - 旧金山金融区 - 圣何塞下城 - 西雅图下城 - 图森下城 - 塔尔萨下城 - 华盛顿下城 - 威奇托下城 |

### 加拿大
- 卡尔加里下城（英语：Downtown Calgary）
- 埃德蒙顿下城（英语：Downtown Edmonton）
- 哈利法克斯下城（英语：Downtown Halifax）
- 蒙特利尔下城（英语：Downtown Montreal）
- 渥太华下城（英语：Downtown Ottawa）
- 圣约翰斯下城（英语：Downtown St. John's）

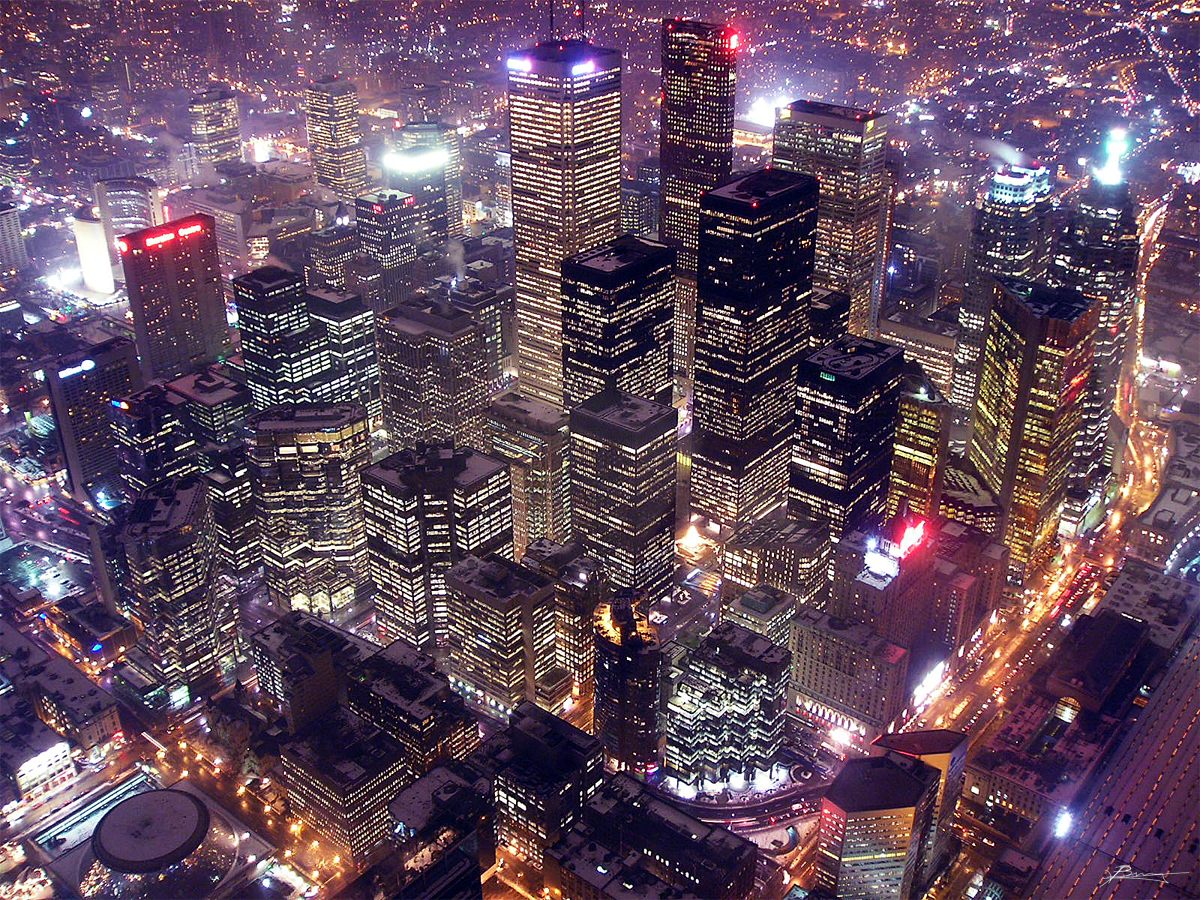
多伦多下城
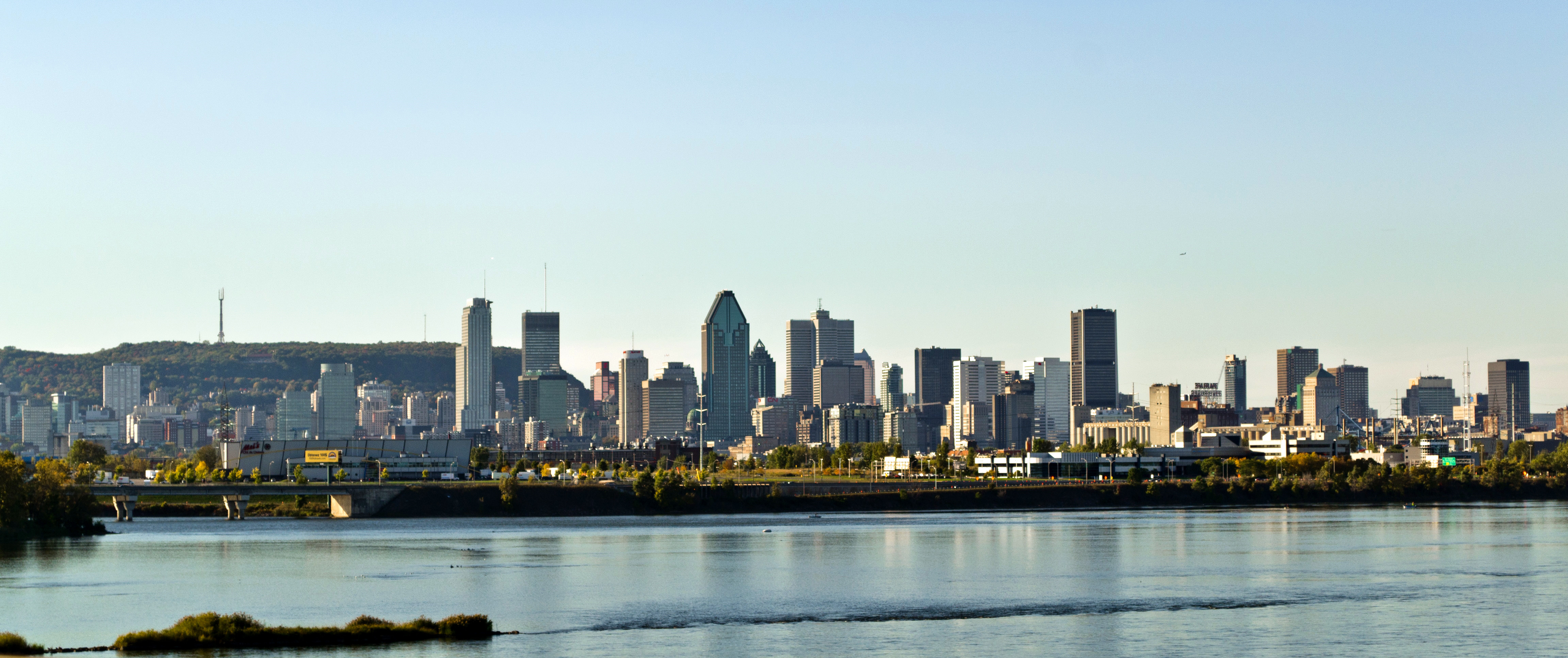
加拿大蒙特利尔下城
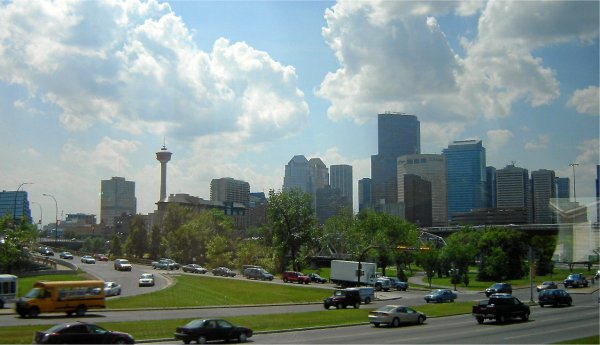
加拿大卡尔加里下城

- 温哥华下城
- 维多利亚下城（英语：Downtown Victoria）
- 温尼伯下城（英语：Downtown Winnipeg）

- 多伦多下城
- 加拿大蒙特利尔下城（英语：Downtown Montreal）
- 加拿大卡尔加里下城（英语：Downtown Calgary）

## 在流行文化中
- 大量描写“下城”或名叫“下城”的歌曲被创作出来，其中最有名的也许是那首1964年的歌，由托尼·哈奇（英语：Tony Hatch）创作，由佩图拉·克拉克首次记录。克拉克的《下城（英语：Downtown (Petula Clark song)）》在全球取得了成功，位列告示牌百强单曲榜第一名和英国单曲榜第二名。不过，哈奇和克拉克都是英格兰人。
- 自1970年代开始，“下城”也用来描述许多不同风格的艺术和行为艺术，它们与曼哈顿下城的艺术家和场地有关，并且有别于主流艺术。这一广泛的分类涵盖了多种风格，如简约音乐、现代舞与后现代舞（英语：Postmodern dance）、行为艺术、外外百老汇剧院和各种风格的下城音乐（英语：downtown music）。“下城”艺术倾向于前卫和个人主义特质。

### 引用
1. ↑   [市场冲击美国CBD办公室报告2011] (PDF). 高纬环球.   [2013-05-18]. （原始内容存档 (PDF)于2013-05-08） （英语）.
2. ↑  Caves, R. W.  [城市百科全书]. 劳特里奇. 2004: 193 （英语）.
3. ↑   [下城]. 牛津英语词典.   [2019-01-19] （英语）.
4. 1 2  Fogelson, p.10.
5. 1 2  Fogelson, p.11.
6. 1 2  Fogelson, p.12.
7. ↑  Fogelson, pp.13, 188, 191
8. ↑  Fogelson, pp.13-20
9. 1 2  Fogelson, pp.114-38
10. ↑  Fogelson, pp.151-52
11. ↑  Fogelson, pp.160-66
12. ↑  Fogelson, pp.166-172
13. ↑  Fogelson, pp.181-88
14. ↑  Fogelson, pp.185, 193
15. ↑  Fogelson, pp.194-95
16. ↑  Fogelson, pp.195-97
17. ↑  Fogelson, pp.197-99
18. ↑  Fogelson, p.200
19. ↑  Fogelson, pp.198, 200-01
20. ↑  Fogelson, p.201
21. ↑  Fogelson, pp.201-06; 216-17
22. ↑  Fogelson, pp.209-213
23. 1 2 3  Fogelson, pp.218-21
24. 1 2 3  Fogelson, pp. 221-226
25. ↑  Ford, Larry.  [美国的新下城：复兴还是再造？]. 巴尔的摩: 约翰霍普金斯大学出版社. 2003: 242-243. ISBN 0801871638 （英语）.
26. ↑  Frieden, Bernard J.; Sagalyn, Lynne B.  [下城公司：美国如何重建城市]. 坎布里奇: 马省理工出版社. 1989: 287-290. ISBN 0262061287 （英语）.
27. ↑  McDonald, John F.; McMillen, Daniel P.  [城市经济与房地产：理论与政策]. 莫尔登 (马萨诸塞): 布莱克威尔出版社. 2007: 160 （英语）.
28. ↑  Staff.  [多个下城的人口增长，人口调查局报告]. 美国人口调查局. 2012-09-27  [2018-07-13]. （原始内容存档于2020-11-04） （英语）.
29. ↑  Kneebone, Elizabeth; Raphael, Steven.  [City and Suburban Crime Trends in Metropolitan America]. 布鲁金斯学会. 2011-05-26  [2018-07-13]. （原始内容存档于2020-12-08） （英语）.
30. ↑  Feuer, Alan.  [淘汰布朗克斯口的“南”：希望“布朗克斯下城”会听起来更上城]. 纽约时报. 2008-06-23 （英语）.

### 书目
- Fogelson, Robert M.  [下城：它的兴起与衰落，1880-1950]. 纽黑文: 耶鲁大学出版社. 2003. ISBN 0-300-09062-5 （英语）.